# Langdysse 3 von Nørre Vallenderød
Der Langdysse 3 von Nørre Vallenderød ist eine von vier Megalithanlagen im Ort. Er liegt am Tølløsevej, südwestlich von Nørre Vallenderød, bei Tølløse auf der dänischen Insel Seeland. Der Dolmen stammt aus der Jungsteinzeit etwa 3500–2800 v. Chr. und ist eine Megalithanlage der Trichterbecherkultur (TBK).
Das Ost-West orientierte Hünenbett des Langdysse  ist etwa 2,0 m hoch und misst 10 × 9 m. Es hat zwei Kammern.
Die östliche ist ein fünfeckiger Polygonaldolmen mit vier Tragsteinen und einem Schwellenstein im Süden. Der Deckstein liegt 1,7 m über dem Hügel. Die Innenmaße betragen etwa 1,6 × 1,6 m.
Etwa 2,0 m westlich liegt die andere Kammer. Sie ist länglich, mit zwei Tragsteinen im Osten und zwei im Westen, ein niedriger Stein liegt im Norden (möglicherweise ein Schwellenstein). Die Innenmaße betragen 1,7 × 0,8 m. Der Deckstein liegt 1,5 m über dem Hügel. Das Terrain fällt nach Norden ein bisschen ab.
In der Nähe liegen der Langdysse von Mineslyst und der Runddysse von Ubberup.